# Тифінаг
Тифінаг (берберський латинський алфавіт: Tifinaɣ; неотифінаг: ⵜⵉⴼⵉⵏⴰⵖ; арабський берберський алфавіт: تيفيناغ) — алфавіт (неотифінаг) або абджад, використовуваний для запису берберських мов. Виник з лівійського письма, яке було чистим абджадом. Лівійське письмо могло записуватись або зверху вниз, або зліва направо, причому одна буква могла мати різне написання в залежності від напрямку письма. Зараз існує 2 види тифінагу: тифінаг-абджад та тифінаг-алфавіт (неотифінаг; існує кілька різновидів); набір знаків різних версій тифінагу трохи відрізняється.

## Тифінаг-абджад
Використовується туарегами для побутових записів. Традиційний тифінаг — абджад, хоча в кінці слів могли ставити букву ya ⴰ (в туарегів ця буква пишеться як крапка, а не як маленький кружечок). Іноді арабський оголос (діакритика для позначення голосних) використовувалась в поєднанні з буквами тифінагу для позначення голосних, або букви y, w використовувались для довгих ī та ū. Коли букви l та n в тексті стоять поруч, то друга буква змінює свою форму шляхом нахилення або шляхом зміни довжини. Буква l має форму парної лінії ||, буква n має форму одиничної лінії |. Поєднання nn може записуватись як |\, щоб відрізнити його від букви l. Так само, ln записується як ||\, nl як |\\, ll як ||\\. Багато букв мали різне написання; також було багато лігатур з t (ця буква, +, утворювала лігатуру з попередньою буквою) і іншими буквами (наприклад, n, d, k, f). Зараз туареги перейшли на реформовану версію свого тифінагу — неотифінаг, який є алфавітом, і трохи відрізняється від неотифінагу, що використовується в Марокко та Північному Алжирі.

## Тифінаг-алфавіт (неотифінаг)
Неотифінаг — це реформований старий тифінаг. Це повністю алфавітне письмо. Існує декілька його різновидів. Різновид, який використовується в Марокко, має тільки чотири букви на позначення голосних — ⴰ для [а], ⴻ для [ə], ⵉ для [і], ⵓ для [u]. Один із туарезьких різновидів використовує ще дві букви — ⵦ () для [е] і букву ⵧ () для [о]. Також туарезький різновид використовує діакритичні знаки над голосними, і має трохи інші знаки на позначення приголосних. Частина букв туарезьких різновидів неотифінагу ще не внесена в Юнікод. Неотифінаг та берберські мови є офіційними в Марокко нарівні з арабською мовою та арабським письмом. В інших державах, де живуть бербери, тифінаг не має офіційного статусу, хоча використовується.

## Букви
Букви та деякі лігатури тифінагу:
| Юнікод | Зображення | Шрифт | Транслітерація | Транслітерація | Транслітерація | Назва                      |
| Юнікод | Зображення | Шрифт | Латинське      | Арабське       | МФА            | Назва                      |
| ------ | ---------- | ----- | -------------- | -------------- | -------------- | -------------------------- |
| U+2D30 |            | ⴰ     | a              | ا              | æ              | ya                         |
| U+2D31 |            | ⴱ     | b              | ب              | b / β          | yab                        |
| U+2D32 |            | ⴲ     | b              | ٻ              | b / β          | yab фрикативна             |
| U+2D33 |            | ⴳ     | g              | گ              | ɡ              | yag                        |
| U+2D34 |            | ⴴ     | g              | ڲ              | ɡ / ɣ          | yag фрикативна             |
| U+2D35 |            | ⴵ     | dj             | ج              | d͡ʒ             | yadj (Берберська академія) |
| U+2D36 |            | ⴶ     | dj             | ج              | d͡ʒ             | yadj                       |
| U+2D37 |            | ⴷ     | d              | د              | d              | yad                        |
| U+2D38 |            | ⴸ     | d              | د              | ð              | yad фрикативна             |
| U+2D39 |            | ⴹ     | ḍ              | ض              | dˤ             | yaḍ                        |
| U+2D3A |            | ⴺ     | ḍ              | ض              | ðˤ             | yaḍ фрикативна             |
| U+2D3B |            | ⴻ     | e              | ه              | ə              | yey                        |
| U+2D3C |            | ⴼ     | f              | ف              | f              | yaf                        |
| U+2D3D |            | ⴽ     | k              | ک              | k              | yak                        |
| U+2D3E |            | ⴾ     | k              | ک              | k              | yak туарезька              |
| U+2D3F |            | ⴿ     | k              | ک              | k / x          | yak фрикативна             |
| U+2D40 |            | ⵀ     | h b            | ھ ب            | h b            | yah = yab туарезька        |
| U+2D41 |            | ⵁ     | h              | ھ              | h              | yah (Берберська академія)  |
| U+2D42 |            | ⵂ     | h              | ھ              | h              | yah туарезька              |
| U+2D43 |            | ⵃ     | ḥ              | ح              | ħ              | yaḥ                        |
| U+2D44 |            | ⵄ     | ʕ (ɛ)          | ع              | ʕ              | yaʕ (yaɛ)                  |
| U+2D45 |            | ⵅ     | kh (x)         | خ              | χ              | yax                        |
| U+2D46 |            | ⵆ     | kh (x)         | خ              | χ              | yax туарезька              |
| U+2D47 |            | ⵇ     | q              | ق              | q              | yaq                        |
| U+2D48 |            | ⵈ     | q              | ق              | q              | yaq туарезька              |
| U+2D49 |            | ⵉ     | i              | ي              | i              | yi                         |
| U+2D4A |            | ⵊ     | j              | ج              | ʒ              | yaj                        |
| U+2D4B |            | ⵋ     | j              | ج              | ʒ              | yaj ахаґґарська            |
| U+2D4C |            | ⵌ     | j              | ج              | ʒ              | yaj туарезька              |
| U+2D4D |            | ⵍ     | l              | ل              | l              | yal                        |

| Юнікод | Зображення | Шрифт | Транслітерація | Транслітерація | Транслітерація | Назва                                                  |
| Юнікод | Зображення | Шрифт | Латинське      | Арабське       | МФА            | Назва                                                  |
| ------ | ---------- | ----- | -------------- | -------------- | -------------- | ------------------------------------------------------ |
| U+2D4E |            | ⵎ     | m              | م              | m              | yam                                                    |
| U+2D4F |            | ⵏ     | n              | ن              | n              | yan                                                    |
| U+2D50 |            | ⵐ     | ny             | ني             | nj             | yagn туарезька                                         |
| U+2D51 |            | ⵑ     | ng             | ڭ              | ŋ              | yang туарезька                                         |
| U+2D52 |            | ⵒ     | p              | پ              | p              | yap                                                    |
| U+2D53 |            | ⵓ     | u w            | و ۉ            | u / w          | yu = yaw туарезька                                     |
| U+2D54 |            | ⵔ     | r              | ر              | r              | yar                                                    |
| U+2D55 |            | ⵕ     | ṛ              | ڕ              | rˤ             | yaṛ                                                    |
| U+2D56 |            | ⵖ     | gh (ɣ)         | غ              | ɣ              | yaɣ                                                    |
| U+2D57 |            | ⵗ     | gh (ɣ)         | غ              | ɣ              | yaɣ туарезька                                          |
| U+2D58 |            | ⵘ     | gh (ɣ) j       | غ ج            | ɣ ʒ            | yaɣ аєрська = yaj адрарська                            |
| U+2D59 |            | ⵙ     | s              | س              | s              | yas                                                    |
| U+2D5A |            | ⵚ     | ṣ              | ص              | sˤ             | yaṣ                                                    |
| U+2D5B |            | ⵛ     | sh (š)         | ش              | ʃ              | yaš                                                    |
| U+2D5C |            | ⵜ     | t              | ت              | t              | yat                                                    |
| U+2D5D |            | ⵝ     | t              | ت              | t / θ          | yat фрикативна                                         |
| U+2D5E |            | ⵞ     | ch (tš)        | تش             | t͡ʃ             | yatš                                                   |
| U+2D5F |            | ⵟ     | ṭ              | ط              | tˤ             | yaṭ                                                    |
| U+2D60 |            | ⵠ     | v              | ۋ              | v              | yav                                                    |
| U+2D61 |            | ⵡ     | w              | ۉ              | w              | yaw                                                    |
| U+2D62 |            | ⵢ     | y              | ي              | j              | yay                                                    |
| U+2D63 |            | ⵣ     | z              | ز              | z              | yaz                                                    |
| U+2D64 |            | ⵤ     | z              | ز              | z              | yaz тавеллеметська = yaz крючкоподібна                 |
| U+2D65 |            | ⵥ     | ẓ              | ژ              | zˤ             | yaẓ                                                    |
| U+2D66 |            | ⵦ     | e              |                | e              | ye (APT)                                               |
| U+2D67 |            | ⵧ     | o              |                | o              | yo (APT)                                               |
| U+2D6F |            | ⵯ     | +ʷ             | + ٗ             | ʷ              | позначення лабіо-веляризації = Tamatart ≈ <super> 2D61 |

| Юнікод        | Зображення | Шрифт | Транслітерація | Транслітерація | Транслітерація | Назва |
| Юнікод        | Зображення | Шрифт | Латинське      | Арабське       | МФА            | Назва |
| ------------- | ---------- | ----- | -------------- | -------------- | -------------- | ----- |
| U+2D5C U+2D59 |            | ⵜⵙ    | ts             | تس             | t͡s             | yats  |
| U+2D37 U+2D63 |            | ⴷⵣ    | dz             | دز             | d͡z             | yadz  |

| Юнікод        | Зображення | Шрифт | Транслітерація | Транслітерація | Транслітерація | Назва |
| Юнікод        | Зображення | Шрифт | Латинське      | Арабське       | МФА            | Назва |
| ------------- | ---------- | ----- | -------------- | -------------- | -------------- | ----- |
| U+2D5C U+2D5B |            | ⵜⵛ    | ch (tš)        | تش             | t͡ʃ             | yatš  |
| U+2D37 U+2D4A |            | ⴷⵊ    | dj             | دج             | d͡ʒ             | yadj  |

| Основний тифінаг (IRCAM) | Розширений тифінаг (IRCAM) | Інші букви тифінагу | Сучасні туарезькі букви |

## Абетки на основі тифінагу

### Нігер і Малі
В Малі та Нігері традиційний тифінаг було реформовано. Є декілька різновидів оновленого тифінагу.
Тифінаг в Нігері (Association pour la promotion des tifinagh).

### Марокко
В Марокко тифінаг стандартизований Королівським інститутом берберської культури (франц.: Institut royal de la culture amazighe (IRCAM); бербер.: ⴰⵙⵉⵏⴰⴳ ⴰⴳⴻⵍⴷⴰⵏ ⵏ ⵜⵓⵙⵙⵏⴰ ⵜⴰⵎⴰⵣⵉⵖⵜ, Asinag Ageldan n Tussna Tamaziɣt (SGSM); араб. المعهد الملكي للثقافة الأمازيغية). 